# Panevėžys
Panevėžys (tyska: Ponewiesch; polska: Poniewież; jiddisch: פוניבעזש) är en stad i Litauen med cirka 120 000 invånare. Här finns den nedläggningshotade Baltoskandiska akademien (Baltoskandijos akademija).
Staden hade en stor judisk befolkning före andra världskriget. År 1857 bestod befolkningen till 60 procent av judar. År 1940 ockuperades landet och staden av Sovjetunionen och året efter följde den tyska ockupationen. Nazisterna satte upp ett getto. Något senare mördades de flesta judarna i skogarna utanför Panevėžys. Det finns dock en liten spillra kvar av den judiska befolkningen än i dag.

## Sport
- FK Panevėžys;
- FK Ekranas Panevėžys;
- BC Lietkabelis;
- Aukštaitijos stadionas